# のり太
のり太（のりた）は、日本のイラストレーター、ゲームのグラフィッカー・原画家。東京都出身。
2002年発売のアダルトゲーム『BLUE』（キャラメルBOX）にて原画家としてデビュー。

## 主な作品

### ゲーム
- BLUE　（キャラクターデザイン・原画　以下同）
- めぐり、ひとひら。
- シャマナシャマナ 〜月とこころと太陽の魔法〜
- 処女はお姉さまに恋してる
- あえかなる世界の終わりに
- うつりぎ七恋天気あめ
- 処女はお姉さまに恋してる 2人のエルダー
- 君と一緒に
- 木洩れ陽のノスタルジーカ
- セミラミスの天秤
- 機関幕末異聞 ラストキャバリエ
- 処女はお姉さまに恋してる 3つのきら星

### アニメ
- 乙女はお姉さまに恋してる　（監修、DVD限定版外箱イラスト）
- 大図書館の羊飼い（第8話エンドカードイラスト）

### 画集
商業誌
- のり太イラストレーションズ　（マックス：ISBN 4-903491-61-7）

非商業
- のり太アートワークス ～キャラメルBOXビジュアルブック～
『BLUE』から『処女はお姉さまに恋してる』までのイラストを収めた画集。
- キャラメルBOX 5th Anniversary FanBook
個人画集ではないが、『処女はお姉さまに恋してる』から『やるきばこ2』までのイラストなどを扱ったファンブック。

### 挿絵
- 乙女はお姉さまに恋してる 櫻の園のエトワール （著：嵩夜あや、ファミ通文庫：ISBN 978-4-7577-3924-6）
- 乙女はお姉さまに恋してる 2 〜二人のエルダー〜 （著：嵩夜あや、GA文庫：ISBN 978-4-7973-6290-9）
- 乙女はお姉さまに恋してる 2 〜窓越しの異邦人〜 （著：嵩夜あや、GA文庫：ISBN 978-4-7973-6406-4）
- 乙女はお姉さまに恋してる 2 〜黄金の檻 荊の鳥籠〜 （著：嵩夜あや、GA文庫：ISBN 978-4-7973-6645-7）
- 乙女はお姉さまに恋してる 2 〜ドーン・パープル〜 （著：嵩夜あや、GA文庫：ISBN 978-4-7973-7030-0）

### その他
- 草柳順子のわくわくゲームライフDVD2　（ジャケットイラスト（高島一子））
- アクエリアンエイジ　（カードイラスト）

## 同人活動
「明太倶楽部」という名の同人サークルを主宰している。